# 18. Międzynarodowy Festiwal Filmowy w Berlinie
18. Międzynarodowy Festiwal Filmowy w Berlinie odbył się w dniach 21 czerwca – 2 lipca 1968 roku. W konkursie głównym zaprezentowano 20 filmów pochodzących z 12 różnych krajów.
Jury pod przewodnictwem hiszpańskiego reżysera Luisa Garcíi Berlangi przyznało nagrodę główną festiwalu, Złotego Niedźwiedzia, szwedzkiemu filmowi Na kogo wypadnie w reżyserii Jana Troella. Na festiwalu zaprezentowano retrospektywę twórczości amerykańskiego aktora komediowego W.C. Fieldsa oraz drugą część retrospektywy twórczości niemieckiego reżysera Ernsta Lubitscha.

## Członkowie jury

### Konkurs główny
- Luis García Berlanga, hiszpański reżyser − przewodniczący jury[3]
- Georges de Beauregard, francuski producent filmowy
- Gordon Hitchens, amerykański filmoznawca
- Domenico Meccoli, włoski scenarzysta i krytyk filmowy
- Carl-Eric Nordberg, szwedzki krytyk filmowy
- Karsten Peters, niemiecki krytyk filmowy
- Peter Schamoni, niemiecki reżyser
- Alex Viany, brazylijski reżyser
- Alexander Walker, brytyjski krytyk filmowy

## Selekcja oficjalna

### Konkurs główny
Następujące filmy zostały wyselekcjonowane do udziału w konkursie głównym o Złotego Niedźwiedzia i Srebrne Niedźwiedzie:
| Tytuł polski                | Tytuł oryginalny                           | Reżyseria                             | Kraj produkcji    |
| --------------------------- | ------------------------------------------ | ------------------------------------- | ----------------- |
| 13 dni w Grenoble           | 13 jours en France                         | Claude Lelouch i François Reichenbach | Francja           |
| Bandyci w Mediolanie        | Banditi a Milano                           | Carlo Lizzani                         | Włochy            |
| Charly                      | Charly                                     | Ralph Nelson                          | Stany Zjednoczone |
| Kronika Anny Magdaleny Bach | Chronik der Anna Magdalena Bach            | Danièle Huillet i Jean-Marie Straub   | RFN               |
| Coś jak miłość              | Come l'amore                               | Enzo Muzii                            | Włochy            |
| The Ernie Game              | The Ernie Game                             | Don Owen                              | Kanada            |
| Głód miłości                | Fome de Amor                               | Nelson Pereira dos Santos             | Brazylia          |
| Dzień puszczyka             | Il giorno della civetta                    | Damiano Damiani                       | Włochy            |
| Człowiek, który kłamie      | L'homme qui ment                           | Alain Robbe-Grillet                   | Francja           |
| Piekło pierwszej miłości    | 初恋・地獄篇 Hatsukoi: Jigoku-hen          | Susumu Hani                           | Japonia           |
| Nieśmiertelna historia      | Histoire immortelle                        | Orson Welles                          | Francja           |
| Indie '67                   | An Indian Day                              | S. Sukhdev                            | Indie             |
| Znaki życia                 | Lebenszeichen                              | Werner Herzog                         | RFN               |
| Bezbronna niewinność        | Невиност без заштите Newinost bez zasztite | Dušan Makavejev                       | Jugosławia        |
| Na kogo wypadnie            | Ole dole doff                              | Jan Troell                            | Szwecja           |
| Mrożony peppermint          | Peppermint Frappé                          | Carlos Saura                          | Hiszpania         |
| To Grab the Ring            | To Grab the Ring                           | Nikolai van der Heyde                 | Holandia          |
| U raskoraku                 | У раскораку U raskoraku                    | Milenko Štrbac                        | Jugosławia        |
| Weekend                     | Week End                                   | Jean-Luc Godard                       | Francja           |
| Bramy raju                  | Врата раја Wrata raja                      | Andrzej Wajda                         | Jugosławia        |

## Laureaci nagród

### Konkurs główny
Złoty Niedźwiedź
- Na kogo wypadnie, reż. Jan Troell

Srebrny Niedźwiedź – Nagroda Specjalna Jury
- Bezbronna niewinność, reż. Dušan Makavejev
- Coś jak miłość, reż. Enzo Muzii
- Znaki życia, reż. Werner Herzog za najlepszy debiut reżyserski

Srebrny Niedźwiedź dla najlepszego reżysera
- Carlos Saura – Mrożony peppermint

Srebrny Niedźwiedź dla najlepszej aktorki
- Stéphane Audran – Łanie

Srebrny Niedźwiedź dla najlepszego aktora
- Jean-Louis Trintignant – Człowiek, który kłamie

### Konkurs filmów krótkometrażowych
Złoty Niedźwiedź dla najlepszego filmu krótkometrażowego
- Portrait: Orson Welles, reż. François Reichenbach i Frédéric Rossif

Srebrny Niedźwiedź − Nagroda Jury dla filmu krótkometrażowego
- Krek, reż. Borivoj Dovniković

Nagroda Specjalna Jury dla filmu krótkometrażowego
- Toets, reż. Tim Tholen

### Pozostałe nagrody
Nagroda FIPRESCI
- Bezbronna niewinność, reż. Dušan Makavejev
  - Wyróżnienie Specjalne:  Asta Nielsen za całokształt twórczości

Nagroda UNICRIT (Międzynarodowej Unii Krytyki Filmowej)
- Na kogo wypadnie, reż. Jan Troell

Nagroda OCIC (Międzynarodowego Katolickiego Biura Filmowego)
- Na kogo wypadnie, reż. Jan Troell

Nagroda Interfilm (Międzynarodowego Jury Ewangelickiego) im. Otto Dibeliusa
- Na kogo wypadnie, reż. Jan Troell

Złota Plakietka IWG (Międzynarodowego Zrzeszenia Pisarzy) za najlepszy scenariusz
- Bengt Forslund i Jan Troell – Na kogo wypadnie
- Alain Robbe-Grillet – Człowiek, który kłamie

Nagroda CIDALC (Międzynarodowego Komitetu Rozpowszechniania Sztuki i Literatury przez Kino)
- Asta Nielsen, reż. Asta Nielsen
  - Wyróżnienie im. Gandhiego:  Tolerancija, reż. Zlatko Grgić i Branko Ranitović

Nagroda Młodych
- Coś jak miłość, reż. Enzo Muzii